# Kościół św. Donata w Polencie
Kościół św. Donata w Polencie (wł. Pieve di San Donato in Polenta) – kościół parafialny z IX wieku położony w gminie Bertinoro, w prowincji Forlì-Cesena. 
Kościół św. Donata rozsławiła oda Giosuè Carducciego Kościół polentański (La chiesa di Polenta), napisana w lipcu 1897 roku i opublikowana w tomie Rime e ritmi (Rymy i rytmy). Poeta wspomniał w niej o gościnie, której podobno użyczył Dantemu wielmoża z Rawenny, Guido da Polenta. Legenda podaje, że w tym kościele modliła się również Francesca, córka Guida. Jej nieszczęśliwa miłość jest jednym z tematów piątej pieśni Piekła. W nawiązaniu do tej legendy co roku w maju i we wrześniu, na dziedzińcu kościelnym z hermą upamiętniającą Carducciego, odbywają się spotkania literatów, którzy czytają i komentują fragmenty Boskiej komedii.
Pierwsza wzmianka o kościele św. Donata pojawiła się w dokumencie z 24 lipca 911 roku. Historycy uważają, że niektóre części budynku (kolumny, kapitele, krypta) są pozostałościami z tamtych czasów. W roku 1705 rozpoczęto przebudowę świątyni, o czym przypomina epigraf umieszczony nad wejściem. Kolejne prace podjęto w roku 1890 i wtedy też odkryto kościelną kryptę. W roku 1899 zakończono rekonstrukcję dzwonnicy. W roku 2002 stwierdzono, że mury wymagają gruntownego remontu, opracowano więc plan wzmocnienia całego kościoła. Kompleksowe prace renowacyjne przeprowadzono w latach 2009-2012.
Obecnie w kościele wykorzystano system trójnawowy z nawą główną tej samej wysokości co nawy boczne. Więźba jest odsłonięta, dach dwuspadowy. Masywne kolumny wykonane z cegły i kamienia zwieńczono kamiennymi kapitelami. Niektóre kapitele mają proste formy geometryczne, inne ozdobiono arabeskami i fantazyjnymi postaciami typowymi dla sztuki longobardzkiej i bizantyjskiej. Pod mensą ołtarzową ustawiono pochodzące z VII wieku marmurowe antepedium z dwoma krzyżami łacińskimi i monogramem gwiaździstym. W prawej nawie umieszczono obraz w barokowej ramie, z około 1700 roku, przedstawiający świętego Donata z Arezzo i świętą Katarzynę Aleksandryjską.